# Monte Foraker
Il monte Foraker è una montagna dell'Alaska situata nella parte centrale della catena dell'Alaska. All'interno del parco nazionale del Denali, 23 km a sud-ovest del monte McKinley. È la seconda vetta più alta della catena dell'Alaska e la quarta vetta più alta degli Stati Uniti.
La montagna è stata così nominata nel 1899 da Lt J.S. Herron, in onore di Joseph B. Foraker, senatore degli Stati Uniti dall'Ohio. Il suo picco nord venne scalato per la prima volta il 6 agosto 1934, e il suo picco più elevato, a Sud, quattro giorni più tardi, il 10 agosto, da C.S. Houston, Thomas Graham Brown, e Chychele Waterston.
Il monte Foraker, assieme al McKinley vennero chiamati Bolshaya Gora, o grande montagna, dai russi.